# Петрович Віктор Бранкович
Віктор Бранкович Петрович (4 вересня 1923, Вознесенськ — 4 липня 1984, Одеса) — український радянський економіст, педагог, професор, ректор Одеського державного педагогічного інституту імені К. Д. Ушинського.

## Біографічні дані
Віктор Бранкович Петрович народився 4 вересня 1923 року у м. Вознесенськ. Під час нацистської навали воював у складі частин 3-го,4-го Українських та Забайкальського фронтів.
Закінчив економічний факультет Одеського державного університету імені І. І. Мечникова та курси підготовки викладачів суспільних наук при Київському державному університеті імені Т. Г. Шевченка.
З вересня 1953 року до лютого 1977 року працював асистентом, доцентом, деканом факультету, професором, проректором з навчальної роботи Одеського інституту народного господарства.
В 1959 році захистив дисертацію на здобуття наукового ступеня кандидата економічних наук, в 1974 році — дисертацію на здобуття наукового ступеня доктора економічних наук. В 1975 році присвоєно вчене звання професора по кафедрі політичної економії.
З лютого 1977 року до липня 1984 року був ректором Одеського державного педагогічного інституту ім. К. Д. Ушинського.
Обирався депутатом Одеської міської ради.
Помер 4 липня 1984 року в м. Одеса. Похований на Новоміському (Таїровському) кладовищі.

## Наукова діяльність
Як науковець В. Б. Петрович переймався питаннями аналізу економічних відносин у сільськогосподарському виробництві. Результати досліджень опубліковані майже у 50 наукових працях, в тому числі у трьох монографіях.

### Праці
- Валовий доход та гарантована оплата праці в колгоспах/ В. Б. Петрович. — К.: КДУ, 1970.  — 186 с.
- Экономический закон распределения по труду и оплата труда в колхозах: Учебное пособие/ В. Б. Петрович, В. С. Гандрабура. — Одесса, 1970. — 139 с.
- Проблемы совершенствования оплаты труда в колхозно-кооперативном секторе: Вопросы методологии и практики/В. Б. Петрович. — К.: Вища школа, 1978. — 255 с.

## Нагороди
- Ордени Червоної Зірки, «Знак Пошани».
- Медалі «За відвагу» (2), «За визволення Праги», «За перемогу над Німеччиною у Великій Вітчизняній війні 1941—1945 рр.», «За перемогу над Японією» та інші.
- Почесне звання «Заслужений працівник вищої школи УРСР».
- Медаль А. С. Макаренка., знак «Відмінник народної освіти УРСР».